# Michel Rousseau (Schwimmer)
Michel Rousseau (* 8. Juni 1949 in Bois-Colombes) ist ein ehemaliger französischer Schwimmer. Er war Weltmeisterschaftszweiter 1973 und Europameister 1970.

## Karriere
Bei den Olympischen Spielen 1968 in Mexiko-Stadt verpasste Rousseau als Zehnter über 100 Meter Freistil und als Elfter über 200 Meter Freistil jeweils den Einzug ins Finale. Die französische 4-mal-200-Meter-Freistilstaffel mit Michel Rousseau, Gérard Letast, Francis Luyce und Alain Mosconi erreichte im Vorlauf die drittschnellste Zeit hinter den Australiern und der US-Staffel. Im Finale belegten die Franzosen den fünften Platz mit zwei Sekunden Rückstand auf die drittplatzierte Staffel aus der Sowjetunion.
Zwei Jahre später bei den Europameisterschaften 1970 in Barcelona siegte Rousseau über 100 Meter Freistil in 52,9 Sekunden, nachdem er tags zuvor mit 52,8 Sekunden einen neuen Europarekord aufgestellt hatte. Die französische 4-mal-100-Meter-Lagenstaffel mit Jean-Paul Berjeau, Roger-Philippe Menu, Alain Mosconi und Michel Rousseau gewann die Silbermedaille mit drei Sekunden Rückstand auf die Staffel aus der DDR. Über 200 Meter Freistil belegte Rousseau den vierten Platz und die französische 4-mal-200-Meter-Freistilstaffel mit Pierre Amardeilh, Alain Hermitte, Gérard Letast und Michel Rousseau wurde Sechste.
1972 bei den Olympischen Spielen in München wurde die französische Lagenstaffel Zehnte und die 4-mal-200-Meter-Freistilstaffel Neunte. Über 100 Meter Freistil erreichte Rousseau das Finale und belegte in 52,90 Sekunden den siebten Platz und war damit drittbester Europäer. Ebenfalls Siebte wurde die französische 4-mal-100-Meter-Freistilstaffel mit Gilles Vigne, Alain Mosconi, Alain Hermitte und Michel Rousseau.
Bei den ersten Weltmeisterschaften, die 1973 in Belgrad ausgetragen wurden, schwamm Rousseau zwar in beiden Freistilstaffeln im Vorlauf, aber nicht im Endlauf. Über 100 Meter Freistil siegte James Montgomery aus den Vereinigten Staaten in 51,70 Sekunden vor Rousseau in 52,08 Sekunden und dem Australier Michael Wenden in 52,22 Sekunden. 1974 bei den Europameisterschaften in Wien belegte Rousseau über 100 Meter Freistil den vierten Platz mit 0,28 Sekunden Rückstand auf den Sieger Peter Nocke aus der Bundesrepublik Deutschland.
1975 bei den Weltmeisterschaften in Cali belegte Rousseau mit der 4-mal-100-Meter-Freistilstaffel den fünften Platz und mit der 4-mal-200-Meter-Freistilstaffel den siebten Platz. Im Jahr darauf verpasste Rousseau als Neunter über 100 Meter Freistil den Finaleinzug bei den Olympischen Spielen in Montreal um 0,04 Sekunden.
Michel Rousseau wurde vielfacher französischer Meister. Seine Tochter Magali Rousseau war ebenfalls als Schwimmerin bei Olympischen Spielen dabei.